# Pam Shriver
Pamela Howard Shriver Lazenby, född 4 juli 1962 i Baltimore, Maryland, är en amerikansk högerhänt tidigare professionell tennisspelare som vunnit en "äkta Tennisens Grand Slam" i dubbel.
Pam Shriver rankades bland de tio bästa kvinnliga tennisspelarna under hela 1980-talet. Hon tillhörde världseliten i singel och rankades som bäst världstrea (1984), trots att hon aldrig vann någon Grand Slam (GS)-titel i singel. Däremot vann hon under tioårsperioden 1981–1991 hela 21 GS-titlar i dubbel och en i mixed dubbel. Totalt vann hon som professionell spelare 21 singeltitlar och 112 dubbeltitlar på Virginia Slims Circuit samt ytterligare två singeltitlar och fyra dubbeltitlar i ITF-arrangerade turneringar, och är därmed en av de fem mest framgångsrika kvinnliga spelarna under "the Open Era" (från 1968 och framåt). I dubbel nådde hon första plats på världsrankingen 1985.
Pam Shriver upptogs 2002 i International Tennis Hall of Fame. 

## Tenniskarriären
Pam Shriver nådde som 16-årig amatör 1978 otippad singelfinalen i US Open. Hon besegrade Martina Navratilova i semifinalen men förlorade sedan den följande finalen mot Chris Evert (5-7, 4-6).
Tillsammans med Martina Navratilova vann hon 20 av sina GS dubbeltitlar och ytterligare 59 professionella dubbeltitlar. Perioden 1983-1985 var paret obesegrat i 109 konsekutiva dubbelmatcher och utnämndes till årets dubbelpar på touren nio år i följd (1981-1989). Säsongen 1984 vann paret en äkta Tennisens Grand Slam i dubbel, det vill säga seger i alla fyra GS-turneringar under året. Paret är därmed, vid sidan av Louise Brough och Margaret duPont, det framgångsrikaste i tennishistorien. Förutom sina titlar tillsammans med Navratilova, vann hon en GS-dubbeltitel tillsammans med den vitryska spelaren Natasha Zvereva och en mixed dubbeltitel med Emilio Sánchez.
Hon vann guld i Olympiska sommarspelen i Seoul 1988 tillsammans med Zina Garrison.
Shriver deltog i det amerikanska Wightman Cup-laget 1978-1981, 1983, 1985 och 1987. Hon spelade också i Fed Cup-laget 1986-1987, 1989 och 1992. Hon spelade totalt 20 matcher (15 av dessa som dubbel) av vilka hon vann 19. Hon deltog i USA:s segrande lag 1986 (finalvinst över Tjeckoslovakien, varvid hon tillsammans med Navratilova vann dubbelmatchen) och 1989 (finalvinst över Spanien).

## Spelaren och personen
Pam Shriver var president för WTA 1991-1994. Hon upphörde med aktivt tävlingsspel 1997. Efter tenniskarriären verkar hon som tenniskommentator och är dessutom "tennisanalytiker" på bland annat CBS Sports.
Hon är styrelseledamot för Amerikanska tennisförbundet (USTA) och president för USTA:s tennis education foundation.
Hon har varit gift med filmskådespelaren George Lazenby som bland annat spelat huvudrollen i James Bond-filmen I hennes majestäts hemliga tjänst. Paret, som var bosatta i Brentwood i Kalifornien fick sitt första barn, George Samuel 13 juli 2004. De skilde sig 2008.

## Grand Slam-titlar
- Australiska öppna
  - Dubbel - 1982, 1983, 1984, 1985, 1987, 1988, 1989
- Franska öppna
  - Dubbel - 1984, 1985, 1987, 1988
  - Mixed dubbel - 1987
- Wimbledonmästerskapen
  - Dubbel - 1981, 1982, 1983, 1984, 1986
- US Open
  - Dubbel - 1983, 1984, 1986, 1987, 1991